# Liste des as russes de la Première Guerre mondiale

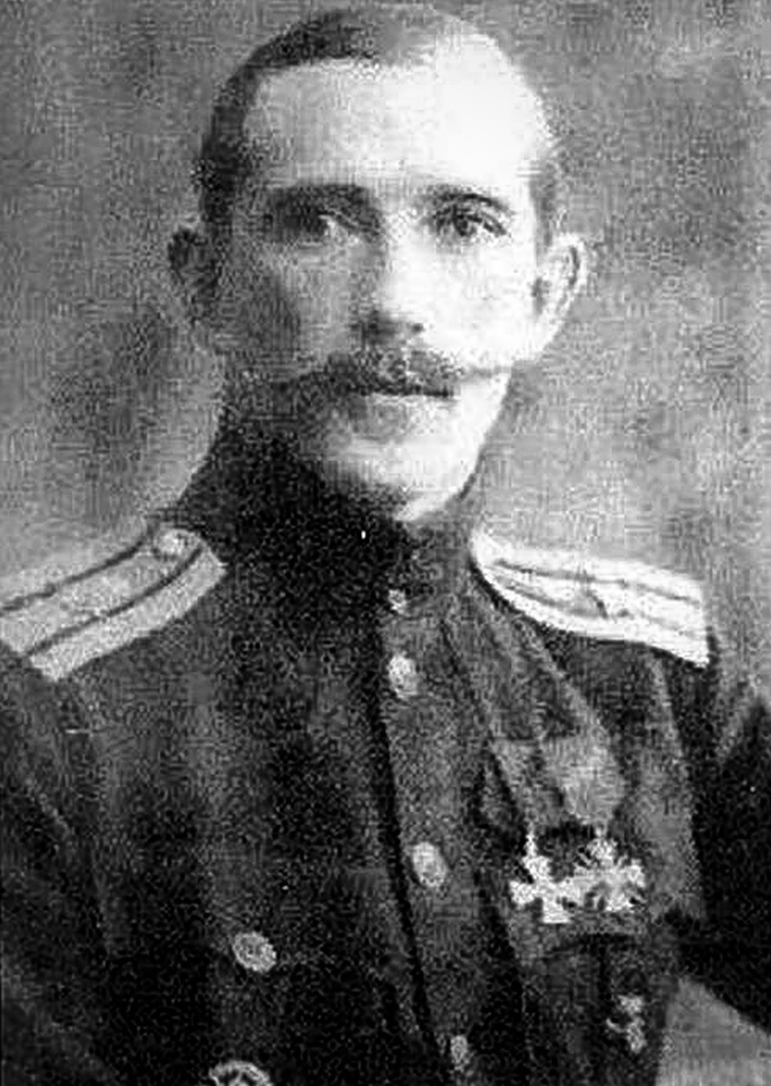
Alexandre Kazakov, le plus victorieux des pilotes russes de la Première Guerre mondiale.

Cette liste des as russes de la Première Guerre mondiale  rassemble les noms d'aviateurs originaires de l'Empire russe ayant combattu lors de la Première Guerre mondiale et ayant obtenu le statut d'as de l'aviation selon les règles en vigueur dans l'armée impériale russe.

## Spécificités du front de l'Est et normes des victoires aériennes
Au début de la Première Guerre mondiale, l'aviation militaire russe est la plus imposante des belligérants, avec 250 avions (contre 230 pour l'Allemagne, 130 pour la France et 60 pour le Royaume-Uni). Cependant, cette force numérique est contrebalancée par l'obsolescence des avions russes. La plupart des unités sont équipés d'un grand nombre de modèles étrangers déjà dépassés et dont les pièces détachées nécessaires à l'entretien sont presque impossibles à obtenir.

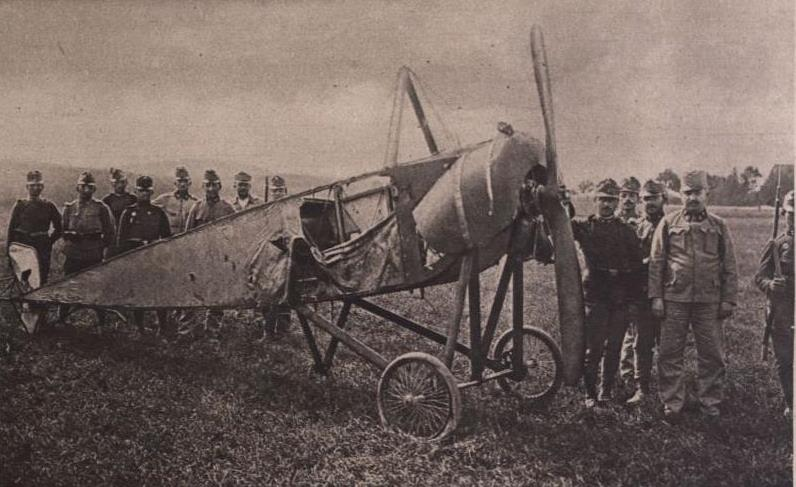
Premier avion russe capturé par les troupes austro-hongroises en septembre 1914 (un Morane-Saulnier français).

Au début du conflit, les pilotes russes ont la volonté de combattre leurs adversaires mais n'en ont pas les moyens : leur armement standard se réduit à deux pistolets Mauser inutiles dans les airs, et ils doivent donc se résoudre à inventer leurs propres moyens, qui peuvent inclure le taran, consistant à percuter volontairement l'ennemi (technique qui coûte notamment la vie à Piotr Nesterov, pionnier de l'aviation militaire russe). Il faut attendre 1915 pour que les avions russes soient armés, et les premières victoires des forces du tsar sont remportées par divers moyens improvisés, comme des pistolets, des carabines, des « abordages » ou divers systèmes expérimentaux, dont des cordes destinées à bloquer les hélices, des lames fixées sur le fuselage pour déchirer les enveloppes des ballons, etc. De plus, l'armée de l'air russe doit composer dès l'entrée en guerre avec une flotte hétéroclite et souvent obsolète ou mal entretenue, qui va pourtant rester en service tard dans la guerre, alors que les autres belligérants vont proposer de nouveaux modèles d'avions pour répondre aux besoins de ce nouveau type d'affrontement. L'industrie aéronautique russe n'est pas assez développée pour innover au rythme des autres puissances, ou même pour étendre la flotte militaire du pays.

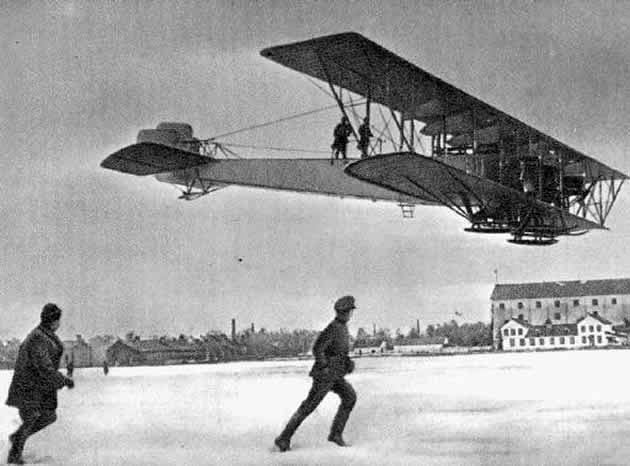
Bombardier Ilia Mouromets, le premier bombardier stratégique de l'histoire, mis en service dans l'armée russe en 1913.

Le combat pour la suprématie aérienne entre Allemands et Austro-Hongrois d'un côté et Russes de l'autre se fait de plus en plus violent en 1916, et les deux camps organisent leurs propres unités d'aviation de chasse. L'armée de l'air impériale russe souffre d'un désavantage numérique et technologique face aux Allemands. Elle doit donc concentrer ses forces en des points précis du front pour espérer lutter efficacement. En 1916/1917, les premiers ouvrages russes de théorie tactique aérienne sont publiés par des pilotes comme Viatcheslav Tkatchiov, Ivan Orlov (en) ou Ievgraf Krouten. Malgré ces avancées tactiques, la situation des pilotes russes en 1917 est difficile : ils doivent composer avec un assortiment de machines obsolètes, mal entretenues, mal conçues, qui font qu'il y eut plus de pilotes russes tués dans des accidents qu'au combat dans l'ensemble de la guerre. Cependant, les unités aériennes gardent une cohésion supérieure à celle des unités d'infanterie qui se désagrègent avec les révolutions russes de 1917, jusqu'à l'armistice du 15 décembre 1917.

### Normes des victoires aériennes
En tout, l'armée de l'air russe abattit au cours de la Première Guerre mondiale environ 200 avions ennemis. Sur ces 200 victoires, 40% d'entre elles ont été remportées par la petite vingtaine de pilotes reconnus comme des as de l'aviation par les historiens. Durant le conflit en lui-même, l'armée impériale russe a appliqué des normes de validation des victoires globalement comparables à celle des autres puissances de l'époque : tout aviateur ayant participé de manière significative à la défaite (pas nécessairement la destruction) d'un avion ou ballon ennemi est crédité d'une victoire. Cette victoire compte de la même manière, peu importe si le militaire est pilote ou observateur/mitrailleur. Avec cinq victoires ou plus, un militaire pouvait être considéré comme un as. Les réclamations de victoires doivent cependant s'appuyer sur des rapports d'unité au sol ayant vu le combat aérien, sur des témoignages d'autres pilotes, sur des preuves matérielles, etc. pour être officiellement validées. Toutefois, ces conditions n'ont pas été codifiées aussi strictement que dans d'autres pays, et le « classement » des as russes a plutôt été fait par des historiens, qui ont réexaminé les documents de la Première Guerre mondiale pour donner une liste définitive des pilotes russes ayant atteint ce statut.

## Liste par nombre de victoires
| Nom du pilote                       | Nom en cyrillique                        | Victoires | Remarques |
| Alexandre Kazakov                   | Казаков, Александр Александрович         | 20        | Kazakov s'engage dans les forces britanniques de l'intervention en Russie septentrionale en 1918-1919. Il meurt dans le crash (peut-être volontaire) de son avion le 3 août 1919. |
| Vassili Iantchenko                  | Янченко, Василий Иванович                | 16        | Iantchenko s'engage dans le camp des Russes blancs pendant la guerre civile, avant d'émigrer aux États-Unis dans les années 1920 et d'y finir sa vie. |
| Pavel Argueïev alias Paul d'Argueef | Аргеев, Павел Владимирович               | 15        | Argueïv (présent en France en 1914) s'engage dès le début de la guerre dans l'armée française et combat d'abord dans l'infanterie avant de passer à l'Aéronautique militaire. Il intègre ensuite l'armée russe en 1916 puis revient en France après le traité de Brest-Litovsk pour terminer la guerre. Il meurt en 1922 dans un accident aérien impliquant l'avion de ligne qu'il pilotait.                  |
| Ivan Smirnov                        | Смирнов, Иван Васильевич                 | 11        | Après la guerre, Smirnov est pilote pour les Russes blancs, la Royal Air Force, ou KLM. Durant la Seconde Guerre mondiale, il est pilote de chasse dans l'aviation militaire de l'armée royale des Indes néerlandaises et combat contre les Japonais. |
| Grigori Souk †                      | Сук, Григорий Эдуардович                 | 9         | Souk est tué dans un accident d'atterrissage le 28 novembre 1917. |
| Donat Makijonek                     | Макиёнок, Донат Адамович                 | 8         | Polonais d'origine, Makijonec s'engage après la Première Guerre mondiale dans l'armée de l'air de son pays pour combattre les Soviétiques. |
| Vladimir Strjijevski                | Стржижевский, Владимир Иванович          | 7         | |
| Ievgraf Krouten †                   | Крутень, Евграф Николаевич               | 7         | Tué dans un accident au-dessus de son aérodrome le 6 juin 1917 (19 juin dans le calendrier grégorien). |
| Ivan Loïko                          | Лойко, Иван Александрович                | 6         | |
| Alexander P. de Seversky            | Алекса́ндр Никола́евич Проко́фьев-Се́верский | 6         | Après la révolution russe, Alexander de Seversky émigre aux États-Unis et devient un militant influent en faveur des doctrines de bombardement stratégique avant et pendant la Seconde Guerre mondiale. |
| Konstantin Vakoulovski (en)†        | Константи́н Константи́нович Вакуло́вский    | 6         | Tué dans un accident d'avion à une date indéterminée pendant l'été 1918 |
| Victor Féodoroff                    | Виктор Георгиевич Фёдоров                | 5         | Sert principalement dans l'aéronautique militaire française après s'être engagé dans la Légion étrangère en 1914. Entre 1916 et 1918, il fait équipe presque uniquement avec son mécanicien et mitrailleur personnel, Pierre Lanéro, qui l'accompagne en Roumanie et en Russie. |
| Iouri Guilcher (en)†                | Ю́рий Влади́мирович Ги́лшер                 | 5         | Tué au combat le 7 juillet 1917. |
| Nikolaï Kokorine (en)†              | Никола́й Кири́ллович Коко́рин               | 5         | Tué au combat le 28 mai 1917. |
| Ernst Leman (en)†                   | Эрнст Крисланович Леман                  | 5         | Mort de ses blessures plusieurs jours après avoir reçu une balle dans la tête le 17 décembre 1917. La version officielle de l'époque évoque un suicide, mais il est possible que Leman ait été assassiné par les Bolcheviks (d'autres pilotes de son unité ont été ciblés mais ont déserté à temps pour éviter leur meurtre).                                                                                 |
| Ivan Orlov (en)                     | Ива́н Алекса́ндрович Орло́в                 | 5         | Tué au combat le 1er juillet 1917 lorsque son avion se disloque en vol à 3000m d'altitude en raison du manque chronique d'entretien et de réparation dû aux difficultés matérielles de l'armée impériale russe. |
| Aleksandr Pichvanov (en)            | Александр Михайлович Пишванов            | 5         | Combat pendant la guerre civile russe dans l'armée des volontaires, avant d'émigrer au Royaume-Uni (où il sert dans la Royal Air Force) puis aux États-Unis. Avec Alexander P. de Seversky et Walt Disney, il participe à la production du film Victoire dans les airs. |
| Edwards Pulpe†                      | Эдуард Мартынович Пульпе                 | 5         | Pulpe s'engage dans l'armée française au début de la guerre (il est en France depuis 1912) et combat pour elle jusqu'en mai 1916, où il retourne en Russie. Il est tué au combat le 1er août 1916. |
| Mikhaïl Safonov (en)                | Михаи́л Ива́нович Сафо́нов                  | 5         | Après la Première Guerre mondiale, Safonov devient mercenaire dans la guerre civile finlandaise, puis rejoint les Russes blancs avant de partir pour la Perse et l'Inde britannique. Là, il intègre la Royal Air Force, avant de partir pour la Chine, où il devient instructeur de vol pour la Marine de la république de Chine. Il meurt en 1924 dans un accident de vol au-dessus de la rivière Ming (en). |